# Efekt pewności wstecznej
Efekt wiedzy po fakcie (ang. hindsight bias), inaczej zwany „wiedziałem że tak będzie” czy pełzającym determinizmem (ang. creeping determinism), efekt ten przedstawia tendencję do oceniania przeszłych wydarzeń jako bardziej przewidywalne, niż były w momencie, gdy zachodziły. Prawdopodobnie wynika z tego, że wiedza na ich temat jest lepiej znana czy dostępna niż wiedza na temat możliwości, które miałyby się wydarzyć. Ludzie mają tendencję również do pamiętania swoich własnych przewidywań jako dokładniejsze i celniejsze, a nie na takie jakie faktycznie miałyby być.
Efekt ten został wykryty w wielu sytuacjach związanych z polityką, grami, medycyną itp. 
Ilustracją tego efektu jest powiedzenie: „Mądry Polak po szkodzie”.